# Caranqui
El caranqui o cara és una llengua indígena extinta que es va parlar a l'Equador. La llengua està poc documentada encara que existeix una certa evidència que podria ser part de la família lingüística barbacoana. Els membres de l'ètnia cara, ara parlen quítxua d'Imbabura i espanyol.

## Aspectes històrics, socials i culturals

### Distribució
El territori dels cara o caranquis s'estenia des de la vall dels rius Mira i Chora fins a la ciutat de Quito. Cobrint la regió andina situada en la província d'Imbabura i el nord de la província de Pichincha. Algunes localitats importants d'aquesta regió són Otavalo, Cayambe i Ibarra (Carangue).
Un estudi dels topònims locals i els cognoms d'aquesta regió, de Salomon i Grosboll (1986) va mostrar que l'àrea lingüística del caranqui podria haver arribat fins als afores del nord de Quito, on començava el domini lingüístic del panzaleo. Actualment la regió està habitada per descendents dels cara que parlen quítxua de Imbabura. A la regió la cultura indígena té molt arrelament i és una regió pròspera.

### Història
L'idioma cara podria haver estat en ús fins al segle xviii, quan va ser totalment reemplaçat pel quítxua.

## Descripció lingüística
Les evidències de l'idioma cara es conserven en les característiques de la mena de substrat trobat en el quítxua d'Imbabura, com l'ús de l'una fricativa labial /f/ per al fonema protoquítxua /pʰ/.
Els topònims tenen un conjunt de terminacions i arrels característiques, així com els cognoms familiars de moltes persones esmentades en documents colonials, són una altra font d'evidència de l'idioma cara i permeten una aproximació a part del seu lèxic i a la seva fonologia. Algunes terminacions típiques com -mued, -pud també es troben en pasto, la qual cosa suggereix que pot haver existit un parentiu amb les llengües barbacoanes. Els noms de riu o hidrònims acabats en -pí/-bí (Calapí, Chulxabí) també apunten al parentiu amb el barbacoà, ja que aquesta terminació es relaciona amb els termes barbacoanes per a 'aigua' o 'riu'. Paz y Miño (1941) proposa que el cara estaria relacionat amb el tsáfiki.
Entre les terminacions més freqüents de topònims estan -quí (comparable al pasto -quer) que es dona en Cochasquí, Pomasquí i Tuntaquí. Caillavet també identifica formantes toponímics com -puela/-buela 'camp', -pigal 'cresta de terra' i -yasel 'monticle artificial (localment anomenats tola)'. Un altre element recurrent en els noms familiars és ango interpretat com a 'senyor', es troba en noms del segle XVI com el cacic d'Otavalo, Otavalango encara que també apareix aïlladament. No obstant això, hi ha poques paraules del cara el significat de la qual es conegui amb certesa; un dels pocs casos és -piro/-biro, identificat com a 'llac' o 'estany' en les Relacions geogràfiques, que es troba en els topònims Pimampiro i Tumbabiro.